# Marsdenia officinalis
Marsdenia officinalis är en oleanderväxtart som beskrevs av Ying Tsiang och P. T. Li. Marsdenia officinalis ingår i släktet Marsdenia och familjen oleanderväxter. Inga underarter finns listade i Catalogue of Life.